# نوجاروله ویچنتینو
نوجاروله ویچنتینو (به ایتالیایی: Nogarole Vicentino) یک کومونه در ایتالیا است که در استان ویچنزا واقع شده‌است. نوجاروله ویچنتینو ۹ کیلومتر مربع مساحت و ۱٬۰۸۹ نفر جمعیت دارد.